# デビル (1997年の映画)
『デビル』（The Devil's Own）は、1997年のアメリカのスリラー映画。
日本語タイトルが同名の2010年の映画（原題はDevil）が存在するが、別の作品である。

## 概要
ハリソン・フォードとブラッド・ピットの共演によるサスペンス・アクション映画である。
IRA暫定メンバー（ピット）がアメリカに闇市場の対空ミサイルを入手するためにやってくるが、彼の計画はIRAメンバーが家族同然に思っているアイルランド系アメリカ人の警官（フォード）によって複雑化する。
公開の翌年に亡くなったアラン・J・パクラの最後の監督作品であり、すぐに引退したゴードン・ウィリスが撮影した最後の映画。

## あらすじ
フランシス・マグワイヤーことフランキーは、8歳のとき目の前でIRAシンパの父親をイギリス人に殺され、IRAの活動家となった。フランキーは、スティンガーミサイルを手に入れるために、「ローリー・ディヴァニー」の偽名でニューヨークにやって来る。
IRAシンパであるフィッツシモンズ判事の手引きで、フランキーは同じアイルランド系の実直な警官トム・オミーラの家に下宿することになる。彼の正体を知らないトムとその家族は彼を温かく迎え、フランキーもそんなオミーラ家の人々に「家族の温かみ」と「束の間の安らぎ」を感じる。
一方、フランキーは武器商人バークと接触し、本来の目的を果たす算段を整える。しかしフランキーを取り巻く状況の悪化で、取引の延期を持ちかけたことからバークが反発し、フランキーが隠し持っている大金を盗み出そうと、部下をトムの家に侵入させる。トムとフランキーによって侵入犯を追い払うことは出来たが、この事件でトムはフランキーの正体に気付く。

## キャスト
| 役名                                              | 俳優                     | 日本語吹替                                                       | 日本語吹替                                                                                | 日本語吹替 |
| 役名                                              | 俳優                     | ソフト版                                                         | 日本テレビ版                                                                              | テレビ朝日版                                                                                                  |
| ------------------------------------------------- | ------------------------ | ---------------------------------------------------------------- | ----------------------------------------------------------------------------------------- | --- |
| トム・オミーラ                                    | ハリソン・フォード       | 磯部勉                                                           | 村井国夫                                                                                  | 磯部勉 |
| フランシス・マグワイヤー / ローリー・ディヴァニー | ブラッド・ピット         | 宮本充                                                           | 森川智之                                                                                  | 森川智之 |
| シーラ・オミーラ                                  | マーガレット・コリン     | 一柳みる                                                         | 野沢由香里                                                                                | 佐々木優子 |
| エドウィン・ディアス                              | ルーベン・ブラデス       | 牛山茂                                                           | 斎藤志郎                                                                                  | 仲野裕 |
| ビリー・バーク                                    | トリート・ウィリアムズ   | 谷口節                                                           | 小島敏彦                                                                                  | 大塚芳忠 |
| ピーター・フィッツシモンズ                        | ジョージ・ハーン         | 大木民夫                                                         | 稲垣隆史                                                                                  | 稲垣隆史 |
| ジム・ケリー                                      | ミッチェル・ライアン     | 銀河万丈                                                         | 大塚周夫                                                                                  | 大木民夫 |
| ミーガン・ドハティ                                | ナターシャ・マケルホーン | 沢海陽子                                                         | 安藤麻吹                                                                                  | 田中敦子 |
| ショーン・フェラン                                | ポール・ローナン         | 鳥海勝美                                                         | 内田夕夜                                                                                  | 岡野浩介 |
| ハリー・スローン                                  | サイモン・ジョーンズ     | 有本欽隆                                                         | 池田勝                                                                                    | 有本欽隆 |
| ブリジット・オミーラ                              | ジュリア・スタイルズ     | 小林さやか                                                       | 伊藤亜矢子                                                                                | 佐藤しのぶ |
| モーガン・オミーラ                                | アシュレイ・カリン       |                                                                  | 荒木香恵                                                                                  | |
| アニー・オミーラ                                  | ケリー・シンガー         | 矢島晶子                                                         | 大谷育江                                                                                  | |
| マーティン・マクダフ                              | デヴィッド・オハラ       | 大川透                                                           |                                                                                           | |
| デジー                                            | デヴィッド・ウィルモット |                                                                  |                                                                                           | |
| ジェラルド                                        | アンソニー・ブロフィ     |                                                                  |                                                                                           | |
| 少年期のフランキー                                | シェーン・ダン           |                                                                  |                                                                                           | |
| フランキーの父                                    | マーティン・ダン         |                                                                  | 秋元羊介                                                                                  | |
| その他                                            |                          | 大坂史子 星野充昭 大黒和広 高瀬右光 菊池いづみ 永迫舞 津村まこと | 巻島康一 廣田行生 定岡小百合 湯屋敦子 藤本譲 加瀬康之 内田聡明 竹村叔子 平川大輔 出口佳代 | 後藤哲夫 木下浩之 天田益男 島香裕 矢島晶子 大原さやか 小暮英麻 八十川真由野 小森創介 椿基之 小原雅一 高森奈緒 |
|                                                   |                          |                                                                  |                                                                                           | |
| 演出                                              |                          | 蕨南勝之                                                         | 佐藤敏夫                                                                                  | 清水勝則 |
| 翻訳                                              |                          | 平田勝茂                                                         | 平田勝茂                                                                                  | 武満眞樹 |
| 制作                                              |                          | 東北新社                                                         | スケアクロウ                                                                              | ザック・プロモーション                                                                                        |
| 初回放送                                          |                          |                                                                  | 2000年9月22日 21:03-22:54 『金曜ロードショー』                                            | 2002年2月24日 21:00-22:54 『日曜洋画劇場』                                                                    |

## スタッフ
- 監督：アラン・J・パクラ
- 原案：ケヴィン・ジャール（ケヴィン・ジェイル）
- 脚本：ケヴィン・ジャール、ロバート・マーク・ケイメン、デヴィッド・アーロン・コーエン、ヴィンセント・パトリック
- 製作：ローレンス・ゴードン、ロバート・F・コールズベリー、カレン・L・ソーソン
- 製作総指揮：ロイド・レヴィン、ドナルド・レヴェンサル
- 音楽：ジェームズ・ホーナー
- 音楽：ドロレス・オリオーダン『God Be With You』

## 関連事項
- アイルランド共和軍
- 北アイルランド問題